# Kazimierz Lorec
Kazimierz Lorec (zm. 25 września 1920 pod Dziatkowiczami) – strzelec Wojska Polskiego, kawaler Orderu Virtuti Militari.

## Życiorys
Urodził się w rodzinie Filipa i Zofii z Dichlów. Był uczniem VII klasy Gimnazjum Państwowego imienia Adama Mickiewicza w Warszawie. W czasie wojny z bolszewikami zgłosił się jako ochotnik do Wojska Polskiego. Służył w 1. kompanii 47 pułku piechoty strzelców kresowych. Wyróżnił się 10 września 1920 pod Czernianami. Poległ 25 września 1920 pod wsią Dziatkowicze (gmina Dziatkowicze). Rozkazem 4 Armii z 17 października 1920 odznaczony Orderem Virtuti Militari.

## Ordery i odznaczenia
- Krzyż Srebrny Orderu Wojskowego Virtuti Militari nr 1393[5] – pośmiertnie 13 maja 1921[6][7]